# Sông Vĩnh Phước
Sông Vĩnh Phước là phụ lưu của sông Thạch Hãn. Sông Vĩnh Phước chảy ở các huyện Cam Lộ, Triệu Phong và thị xã Đông Hà tỉnh Quảng Trị, Việt Nam .

## Dòng chảy
Sông Vĩnh Phước bắt nguồn từ hợp lưu các sông suối ở xã Cam Chính, huyện Cam Lộ, chảy uốn lượn về đông bắc.
Qua ranh giới phường Đông Lương, thành phố Đông Hà và xã Triệu Giang, huyện Triệu Phong thì hợp lưu sông Ái Tử rồi đổ ngay vào sông Thạch Hãn.